# Kerk van de Ontslapenis van de Moeder Gods (Aleppo)

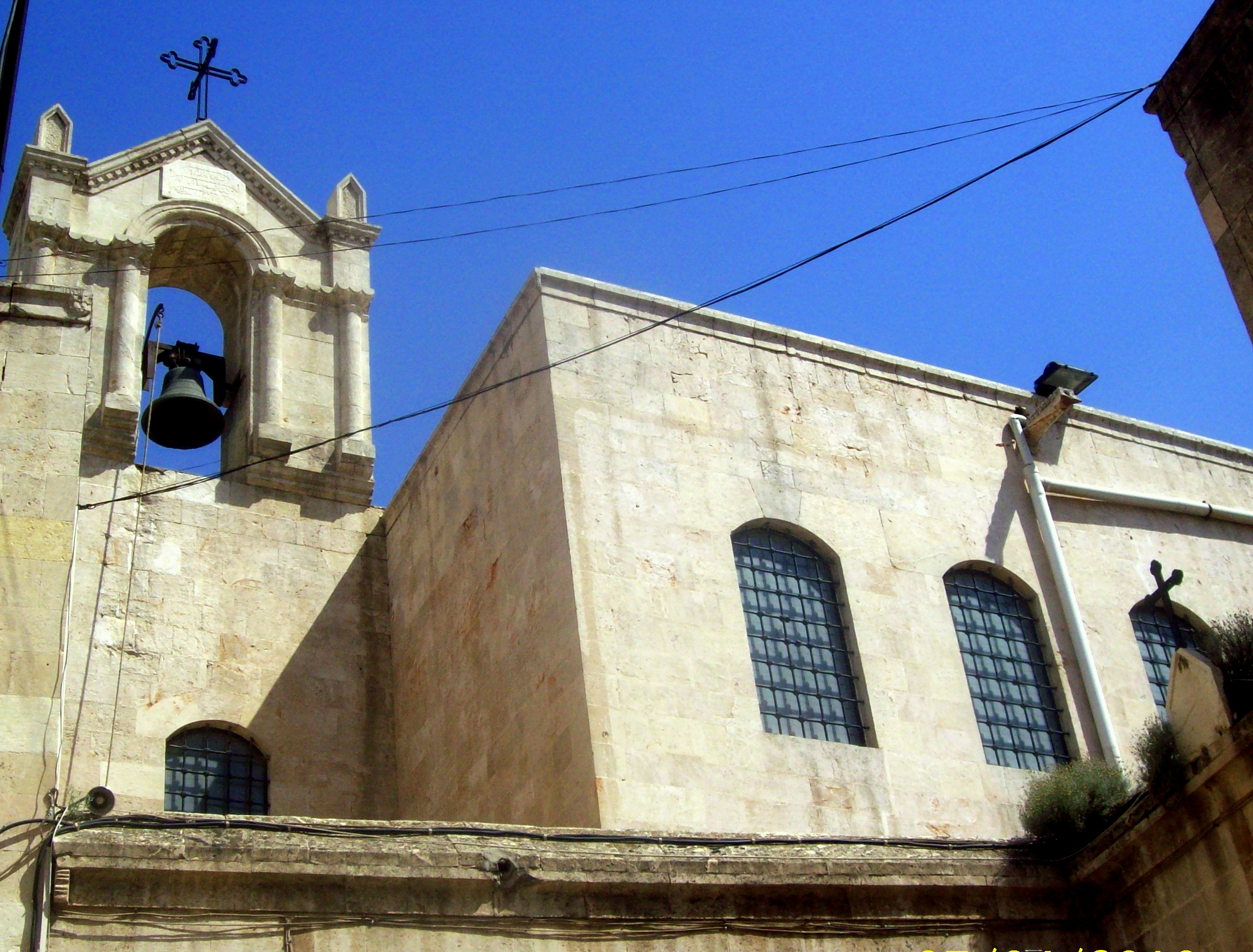
Kerk van de Ontslapenis van de Moeder Gods, in Aleppo

De Kerk van de Ontslapenis van de Moeder Gods (Arabisch: كنيسة رقاد السيدة العذراء, Kanisa riqad as-Sayida al-eadhra), gelegen in de stad Aleppo (Syrië), is een Grieks-orthodoxe kerk. Ze is toegewijd aan de Maria-Tenhemelopneming en ligt in het centrum van Aleppo. De kerk dateert van de 15e eeuw doch tevoren hadden de Grieks-orthodoxen er een andere kerk. Hun aanwezigheid in de stad dateert van de Byzantijnse tijd. 
De kerk bevat talrijke iconen die vervaardigd werden door kunstenaars uit Aleppo. Zij worden genoemd de School van Aleppo.
De Slag om Aleppo leidde tot beschadigingen aan het kerkgebouw (2012). Rebellen hadden bovendien de Grieks-orthodoxe aartsbisschop van Aleppo en Alexandretta, Boutros Yazigi, gekidnapt tijdens deze slag. De priesters in de kerk van de Ontslapenis van de Moeder Gods hebben de meeste iconen veilig opgeborgen op het moment dat de gevechten uitbraken en soldaten de kerk binnen drongen; deze iconen zijn gered. Na de gevechten hebben Russische militairen het gebouw ontmijnd. Zij troffen twee graven aan van Russische diplomaten uit de 19e eeuw. Deze diplomaten vertegenwoordigden de tsaar van Rusland in Aleppo. 
Deze kerk is niet te verwarren met de Kathedraal van Maria Hemelvaart van de Melkitische Kerk die in de buurt staat.